# Petter Tande
Petter Laukslett Tande (ur. 11 czerwca 1985 w Oslo) – norweski dwuboista klasyczny, trzykrotny medalista mistrzostw świata oraz dziewięciokrotny medalista mistrzostw świata juniorów.

## Kariera
Reprezentuje klub Byaasen IL. Odnosił liczne sukcesy jako junior, m.in. zdobył pięć tytułów mistrza świata (na mistrzostwach w Stryn w 2004 roku wygrał sprint, konkurs metodą Gundersena oraz z kolegami z reprezentacji rywalizację drużynową, a na mistrzostwach w Rovaniemi w 2005 roku wygrał sprint i Gundersena). Ponadto zdobył także jeden srebrny medal i trzy brązowe.
W Pucharze Świata zadebiutował 13 marca 2002 roku w Trondheim, zajmując 21. miejsce w sprincie. Tym samym już w swoim debiucie wywalczył pierwsze pucharowe punkty. W klasyfikacji generalnej zajął 50. miejsce. Pierwsze podium wywalczył także w Trondheim, 6 grudnia 2003 roku, kiedy był trzeci w sprincie. W sezonie 2003/2004 jeszcze raz stanął na podium - 27 stycznia 2004 roku w Sapporo zajął drugie miejsce w sprincie, ponadto jeszcze siedmiokrotnie plasował się w czołowej dziesiątce, co w klasyfikacji generalnej dało mu dziesiąte miejsce. Pierwsze zwycięstwo odniósł 17 grudnia 2005 roku w Ramsau wygrywając start masowy. W całym sezonie 2005/2006 łącznie siedem razy stawał na podium, z czego wygrał jeszcze konkurs metodą Gundersena w Oslo 11 marca 2006 roku. Sezon ten zakończył na czwartym miejscu, tracąc do trzeciego w klasyfikacji Niemca Björna Kircheisena 76 punktów. Najlepsze wyniki osiągnął jednak w sezonie 2007/2008, który ukończył na drugim miejscu, przegrywając tylko z Niemcem Ronnym Ackermannem. Sześciokrotnie stawał na podium, przy czym aż cztery razy zwyciężył: 6 stycznia w Schonach, 16 lutego w Libercu, 29 lutego w Lahti oraz 9 marca w Oslo. Ostatni raz na podium stanął 5 grudnia 2009 roku w Lillehammer, gdzie był drugi w Gundersenie.
Pierwszą dużą seniorską imprezą w jego karierze były mistrzostwa świata w Val di Fiemme w 2003 roku. Norwegowie z Tande w składzie zajęli tam czwarte miejsce w sztafecie, przegrywając walkę o brązowy medal z Finami. W startach indywidualnych zajął 25. miejsce w sprincie, a w Gundersenie był dwudziesty. Dwa lata później, podczas mistrzostw świata w Oberstdorfie osiągnął swój największy sukces na imprezie tej rangi, wspólnie z Håvardem Klemetsenem, Magnusem Moanem i Kristianem Hammerem zdobywając złoty medal w sztafecie. Indywidualnie także był blisko podium, zajmując siódme miejsce w Gundersenie, a w sprincie plasując się dwie pozycje niżej. Rok później brał udział w igrzyskach olimpijskich w Turynie, gdzie wystąpił tylko w konkurencjach indywidualnych, bowiem w związku z chorobą kilku zawodników Norwegowie nie wystawili drużyny. W Gundersenie był czwarty, przegrywając walkę o brązowy medal ze swym rodakiem Magnusem Moanem, a rywalizację w sprincie ukończył na szóstej pozycji. mistrzostwa świata w Sapporo w 2007 roku przyniosły mu kolejny medal. Razem z Klemetsenem, Moanem i Espenem Rianem zajął trzecie miejsce w sztafecie. W zawodach indywidualny lepiej spisał się w sprincie, w którym był szósty. Startował także na mistrzostwach świata w Libercu w 2009 roku, gdzie zdobył kolejny brązowy medal w sztafecie. Indywidualnie najwyższe miejsce zajął w starcie masowym, w którym był siódmy. Rok później wystąpił na igrzyskach olimpijskich w Vancouver, jednak medalu nie zdobył. Jego najlepszym wynikiem na kanadyjskich igrzyskach było piąte miejsce w sztafecie.
Tande startował także w zawodach Letniego Grand Prix w kombinacji norweskiej, najlepsze wyniki osiągając w ósmej edycji tego cyklu, kiedy w klasyfikacji końcowej był trzeci. We wszystkich konkursach stawał wtedy na podium: 31 sierpnia w Berchtesgaden, 2 września w Bischofshofen oraz 3 września w Steinbach-Hallenberg był trzeci, a 4 września w Steinbach zajął drugie miejsce. W klasyfikacji generalnej wyprzedzili go tylko dwaj Austriacy: Christoph Bieler oraz Michael Gruber. Siódmą edycję LGP zakończył na dziewiątej pozycji, raz stając na podium: 15 sierpnia 2004 roku w Oberstdorfie zajął trzecie miejsce. Ponadto w szóstej edycji był czwarty w klasyfikacji końcowej, ponownie w jednym z konkursów stając na podium - 24 sierpnia 2003 roku w Steinbach był trzeci.
W połowie sezonu 2010/2011 zdecydował się na zawieszenie kariery sportowej.

## Osiągnięcia

### Igrzyska olimpijskie
| Miejsce | Dzień     | Rok  | Miejscowość | Konkurencja           | Wynik zwycięzcy | Strata  | Zwycięzca           |
| ------- | --------- | ---- | ----------- | --------------------- | --------------- | ------- | ------------------- |
| 4.      | 11 lutego | 2006 | Pragelato   | Gundersen HS106/15 km | 39:44,6         | +16,3   | Georg Hettich       |
| 6.      | 21 lutego | 2006 | Pragelato   | Sprint HS134/7,5 km   | 18:29,0         | +30,1   | Felix Gottwald      |
| 17.     | 14 lutego | 2010 | Vancouver   | Gundersen HS106/10 km | 25:47,1         | +1:00,1 | Jason Lamy Chappuis |
| 5.      | 23 lutego | 2010 | Vancouver   | Sztafeta HS140/4x5 km | 49:31,6         | +54,3   | Austria             |
| 6.      | 25 lutego | 2010 | Vancouver   | Gundersen HS140/10 km | 25:32,9         | +38,3   | Bill Demong         |

### Mistrzostwa świata
| Miejsce | Dzień     | Rok  | Miejscowość   | Konkurencja              | Wynik zwycięzcy | Strata    | Zwycięzca       |
| ------- | --------- | ---- | ------------- | ------------------------ | --------------- | --------- | --------------- |
| 20.     | 21 lutego | 2003 | Val di Fiemme | Gundersen K-95/15 km     | 37:54,2         | +4:31,9   | Ronny Ackermann |
| 4.      | 24 lutego | 2003 | Val di Fiemme | Sztafeta K-95/4x5 km     | 47:23,9         | +1:39,8   | Austria         |
| 25.     | 28 lutego | 2003 | Val di Fiemme | Sprint K-120/7,5 km      | 18:47,8         | +1:49,6   | Johnny Spillane |
| 7.      | 18 lutego | 2005 | Oberstdorf    | Gundersen HS100/15 km    | 38:56,2         | +47,9     | Ronny Ackermann |
| 1.      | 23 lutego | 2005 | Oberstdorf    | Sztafeta HS137/4x5 km    | 49:45,5         | -         | -               |
| 9.      | 27 lutego | 2005 | Oberstdorf    | Sprint HS137/7,5 km      | 20:15,6         | +1:12,5   | Ronny Ackermann |
| 6.      | 23 lutego | 2007 | Sapporo       | Sprint HS134/7,5 km      | 17:40,2         | +57,9     | Hannu Manninen  |
| 3.      | 25 lutego | 2007 | Sapporo       | Sztafeta HS134/4x5 km    | 49:14,9         | +1:12,0   | Finlandia       |
| 13.     | 3 marca   | 2007 | Sapporo       | Gundersen HS100/15 km    | 38:35,6         | +2:27,9   | Ronny Ackermann |
| 7.      | 20 lutego | 2009 | Liberec       | Start masowy HS100/10 km | 276,0 pkt       | -20,5 pkt | Todd Lodwick    |
| 19.     | 22 lutego | 2009 | Liberec       | Gundersen HS100/10 km    | 24:22,3         | +2:34,5   | Todd Lodwick    |
| 3.      | 26 lutego | 2009 | Liberec       | Sztafeta HS134/4x5 km    | 48:32,3         | +3,6      | Japonia         |
| 15.     | 28 lutego | 2009 | Liberec       | Gundersen HS134/10 km    | 23:36,6         | +1:39,8   | Bill Demong     |

### Mistrzostwa świata juniorów
| Miejsce | Dzień       | Rok  | Miejscowość | Konkurencja           | Wynik zwycięzcy | Strata     | Zwycięzca        |
| ------- | ----------- | ---- | ----------- | --------------------- | --------------- | ---------- | ---------------- |
| 7.      | 23 stycznia | 2002 | Schonach    | Gundersen K90/10 km   | 30:54,2         | +2:35,1    | Björn Kircheisen |
| 3.      | 25 stycznia | 2002 | Schonach    | Sztafeta K90/4x5 km   | 844,0 pkt       | -101,3 pkt | Niemcy           |
| 3.      | 5 lutego    | 2003 | Sollefteå   | Gundersen K107/10 km  | 31:43,2         | +45,5      | Björn Kircheisen |
| 2.      | 7 lutego    | 2003 | Sollefteå   | Sztafeta K107/4x5 km  | 793,9 pkt       | -15,9 pkt  | Niemcy           |
| 3.      | 9 lutego    | 2003 | Sollefteå   | Sprint K107/5 km      | 14:02,6         | +28,4      | Björn Kircheisen |
| 1.      | 4 lutego    | 2004 | Stryn       | Gundersen K90/10 km   | 26:06,3         | -          | -                |
| 1.      | 6 lutego    | 2004 | Stryn       | Sztafeta K90/4x5      | 58:03,0         | -          | -                |
| 1.      | 8 lutego    | 2004 | Stryn       | Sprint K90/7,5 km     | 14:02,1         | -          | -                |
| 1.      | 22 marca    | 2005 | Rovaniemi   | Gundersen HS100/10 km | 25:56,6         | -          | -                |
| 5.      | 24 marca    | 2005 | Rovaniemi   | Sztafeta HS100/4x5    | 44:17,1         | +2:19,8    | Niemcy           |
| 1.      | 26 marca    | 2005 | Rovaniemi   | Sprint HS100/5 km     | 14:02,1         | -          | -                |

### Puchar Świata

#### Miejsca w klasyfikacji generalnej
- sezon 2001/2002: 50.
- sezon 2002/2003: 12.
- sezon 2003/2004: 10.
- sezon 2004/2005: 7.
- sezon 2005/2006: 4.
- sezon 2006/2007: 10.
- sezon 2007/2008: 2.
- sezon 2008/2009: 16.
- sezon 2009/2010: 14.
- sezon 2010/2011: 56.

#### Miejsca na podium chronologicznie
| Nr  | Data              | Miejscowość | Konkurencja              | Wynik zwycięzcy | Pozycja | Strata   | Zwycięzca           |
| --- | ----------------- | ----------- | ------------------------ | --------------- | ------- | -------- | ------------------- |
| 1.  | 6 grudnia 2003    | Trondheim   | Sprint K120/7,5 km       | 17:26,7         | 3.      | +27,3    | Ronny Ackermann     |
| 2.  | 27 stycznia 2004  | Sapporo     | Sprint K120/7,5 km       | 18:50,6         | 2.      | +6,5     | Hannu Manninen      |
| 3.  | 25 listopada 2005 | Ruka        | Gundersen HS142/15 km    | 37:19,8         | 3.      | +2:42,3  | Hannu Manninen      |
| 4.  | 27 listopada 2005 | Ruka        | Sprint HS142/7,5 km      | 19:18,2         | 2.      | +4,0     | Mario Stecher       |
| 5.  | 17 grudnia 2005   | Ramsau      | Start masowy HS100/10 km | 251,5 pkt       | 1.      | -        | -                   |
| 6.  | 3 stycznia 2006   | Ruhpolding  | Sprint HS128/7,5 km      | 20:23,6         | 3.      | +22,7    | Felix Gottwald      |
| 7.  | 5 marca 2006      | Lahti       | Sprint HS130/7,5 km      | 20:33,0         | 2.      | +14,3    | Björn Kircheisen    |
| 8.  | 11 marca 2006     | Oslo        | Gundersen HS128/15 km    | 37:25,9         | 1.      | -        | -                   |
| 9.  | 19 marca 2006     | Sapporo     | Sprint HS134/15 km       | 19:15,0         | 3.      | +30,3    | Jason Lamy Chappuis |
| 10. | 15 grudnia 2007   | Ramsau      | Start masowy HS98/10 km  | 265,0 pkt       | 3.      | -8,0 pkt | Björn Kircheisen    |
| 11. | 30 grudnia 2007   | Oberhof     | Gundersen HS140/15 km    | 40:08,8         | 3.      | +9,1     | Magnus Moan         |
| 12. | 6 stycznia 2008   | Schonach    | Gundersen HS96/15 km     | 39:19,7         | 1.      | -        | -                   |
| 13. | 16 lutego 2008    | Liberec     | Start masowy HS134/10 km | 250,8 pkt       | 1.      | -        | -                   |
| 14. | 29 lutego 2008    | Lahti       | Gundersen HS130/15 km    | 37:11,9         | 1.      | -        | -                   |
| 15. | 9 marca 2008      | Oslo        | Sprint HS128/7,5 km      | 20:43,2         | 1.      | -        | -                   |
| 16. | 15 marca 2009     | Vikersund   | Gundersen HS117/10 km    | 26:31,6         | 2.      | +9,8     | Bill Demong         |
| 17. | 5 grudnia 2009    | Lillehammer | Gundersen HS140/10 km    | 24:25,9         | 2.      | +0,1     | Jason Lamy Chappuis |

### Puchar Kontynentalny

#### Miejsca w klasyfikacji generalnej
- sezon 2001/2002: 50.

#### Miejsca na podium chronologicznie
Tande nigdy nie stał na podium indywidualnych zawodów Pucharu Kontynentalnego.

### Letnie Grand Prix

#### Miejsca w klasyfikacji generalnej
- 2002: 9.
- 2003: 4.
- 2004: 9.
- 2005: 3.
- 2006: 8.
- 2007: 47
- 2008: 17.

#### Miejsca na podium chronologicznie
| Nr | Data             | Miejscowość          | Konkurencja              | Wynik zwycięzcy | Pozycja | Strata   | Zwycięzca        |
| -- | ---------------- | -------------------- | ------------------------ | --------------- | ------- | -------- | ---------------- |
| 1. | 24 sierpnia 2003 | Steinbach-Hallenberg | Sprint K120/9 km         | ?               | 3.      | +21,7    | Jens Gaiser      |
| 2. | 15 sierpnia 2004 | Oberstdorf           | Gundersen HS137/15 km    | 30:00,8         | 3.      | +34,2    | Todd Lodwick     |
| 3. | 31 sierpnia 2005 | Berchtesgaden        | Gundersen HS100/15 km    | 28:31,3         | 3.      | +0,5     | Felix Gottwald   |
| 4. | 2 września 2005  | Bischofshofen        | Gundersen HS137/15 km    | 34:13,2         | 3.      | +32,7    | Christoph Bieler |
| 5. | 3 września 2005  | Steinbach-Hallenberg | Start masowy HS140/10 km | 193,2 pkt       | 3.      | -1,1 pkt | Georg Hettich    |
| 6. | 4 września 2005  | Steinbach-Hallenberg | Sprint HS140/7,5 km      | 18:22,7         | 2.      | +0,0     | Christoph Bieler |